# 심리 점성술

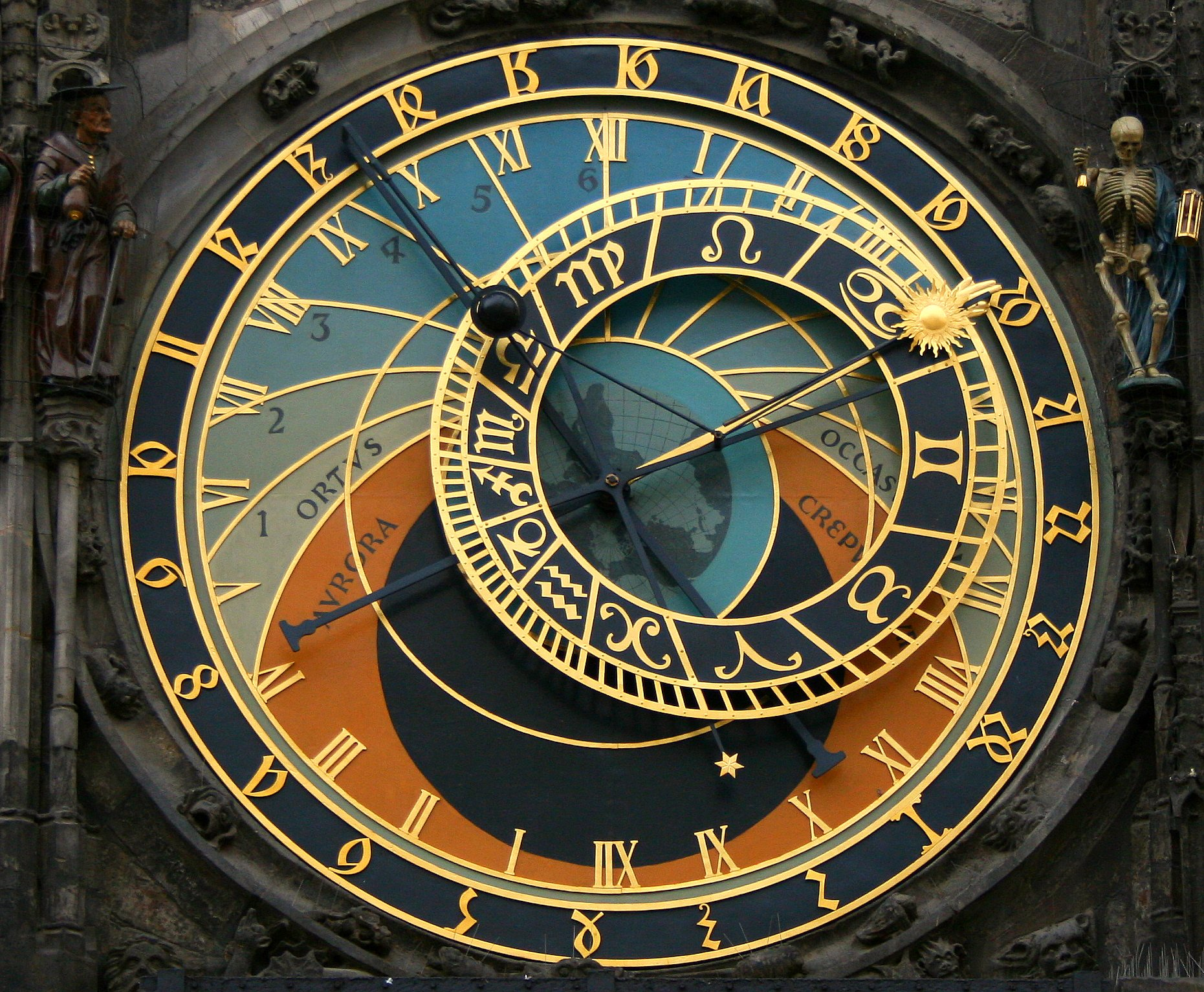
프라하의 구시청에 있는 천문 시계

심리 점성술(心理占星術, psychological astrology) 또는 점성심리학(占星心理學, astropsychology)은 심층 심리학 및 인본주의 심리학 그리고 초개인 심리학과 점성술의 분야와의 상호 교류의 결과이다. 개인의 정신에 대한 심리학적 식견을 얻기 위해서 천궁도가 점성술의 전형을 통해 분석된다. 점성가이자 심리치료사인 글렌 페리는 심리 점성술을 "하나의 성격 이론이면서 하나의 진단 도구이기도 하다"고 묘사한다.

## 기원
심리 점성술의 기원은 탈레스와 플라톤 그리고 (특히《영혼에 대하여(De Anima)》를 저술한) 아리스토텔레스와 같은 고대 그리스 철학자의 저서들로 거슬로 올라간다. 영혼의 본성에 대한 그들의 논문들은 클라우디오스 프톨레마이오스와 알킨디와 같은 주요한 역사 점성가들에 의해서 점성술에 적용되었다. 20세기에, 스위스의 정신과 의사이자 분석심리학의 창시자 카를 융은 밀교 점성술에 영감을 받아, 플라톤의 이데아론을 통해 원형 가설을 표현했다. 그의 부모의 꿈과 대화 그리고 그림에서의 상징적 의미에 대한 연구에서, 융은 되풀이되는 신화적 주제 또는 원형을 관찰했다. 그는 우주와 변치 않는 전형이 경험과 감정에 전달되어, 가능성 있는 특정 결과를 수반하는 인식할 수 있으며 전형적인 행동 양식을 야기함을 제시했다. 융은 그러한 원형의 표현과 황도대의 행성과 별자리와 연관된 점성학적 주제 또는 전통적인 '신들' 사이의 상관성이 관찰된다고 주장했다. 그는 별자리로 묘사되는 상징적인 천체의 모습은 본래 집단 무의식에 의해 만들어진 형상의 투사에 영향을 받은 것이라고 결론지었다. 융은 "점성술은 고대의 모든 심리학적 지식의 총체를 나타낸다"고 기술했다.
융은 선구자적 이론물리학자(그리고 노벨상 수상자인) 볼프강 파울리와 협력하여, 동시성 이론을 개발했다. 융은 그 이론을 아리스토텔레스의 사원인과 비교해서, "시간의 특정 순간에 태어나거나 만들어진 누구나 무엇이든 그 순간의 특성을 갖는다"고 했다. 그러므로, 융에 의해 제기된 출생 시간에 천체의 위치와 개인의 발달 사이에 있는 점성학적 상관성에 대한 주장은 행성에 의한 직접적인 원인을 갖지 않는 비인과적인 것이다.

## 융의 유산

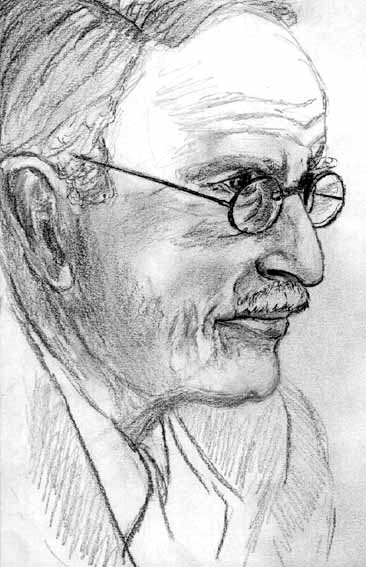
카를 구스타프 융의 초상화

심리학자들 뿐만 아니라 일부 점성가들도 그들의 저서와 교수 그리고 실천에 있어서 융의 이론을 따랐다. 점성술에 융의 심리학을 접목한 최초의 점성가들 중에는 데인 루디야르와 그의 후배 알렉산더 루퍼티가 있다. 루디야르는 1936년에 출판된 그의 기념본 《성격의 점성술(The Astrology of Personality)》에서 심리 점성술을 "인본주의 점성술"이라 칭했다. 그러나, 심리 점성술은 20세기에 융의 체계에 강하게 영향받은 리즈 그린과 스티븐 아로요의 저서들과 강연들로써 확고히 성립되었다. 1983년에, 리즈 그린과 정신종합요법 의사 하워드 사스포르타스는 런던에 심리 점성술 센터를 설립했다.
그무렵, 스위스에서, 브루노 후버와 루이스 후버는 로비르토 아사지올리의 정신통합요법에 영향을 받은 그들 스스로의 점성 심리학 기법을 발전시켰다. 1962년에, 후버 부부는 후버 점성술 학교를 설립했고, 현재 그들의 가르침은 점성심리학협회에서 전수된다.
아마도 융의 이론에 대한 가장 폭넓은 적용은 제2차 세계 대전 동안에 개발된 마이어스-브릭스 유형 지표(MBTI) 평가를 통해서 이루어진 듯하다. MBTI 문서의 출판사인 CPP주식회사는 그것을 연간 이백만건이 실시되는 만큼이나 "세계에서 가장 널리 사용되는 성격 검사"라고 부른다. 그 심리측정 질문서는 사람들이 어떻게 세상을 이해하고 판단 내리는지에 대한 심리학적 선호성을 측정하기 위해 설계되었다.:1 그러한 선호성은 융에 의해 제안되어 1921년에 그의 저서 《심리 유형(Psychological Types)》으로 출판된 유형학적 이론들을 근거로 추론된다.  브릭스와 마이어스와 같은 저자들은 상응하는 인간의 특징들을 지닌 황도대와 연관된 고대 우주론의 사원소에 기초하는 네 가지 심리 유형을 채택했다.:xiii 니콜라스 캠피언은 그것은 "권위를 유지하기 위해서 과학으로 가장한 변장된 점성술의 매혹적인 본보기"이다라고 의견을 더했다.

## 철학
심리 점성술은 정신과 우주를 연관짓는 것으로써 심리학에 개인초월적 차원과 영적 개념을 도입한 반면, 그것은 "확실하게 결정론적이지는 않다." 그러함은 길한 행성이나 불길한 행성에 의해 한 개인의 매일의 삶이 지배당하는 것이 아니다. 왜냐하면, 심리 점성술의 천궁도는 정신영성의 성장을 위한 개인의 본성과 잠재력을 감정하는데 조력하는 도구로만 여겨지기 때문이다.

## 비평
심리 점성술은 확증편향이라는 비판이 있어오며, 점성술은 과학 공동체에 의해 널리 의사과학으로 여겨진다. 심리학과 인지과학에서 확증편향은 사람의 선입견을 확증토록 어느정도는 새로운 정보를 해석하거나 탐색하는 경향이며 과거의 믿음을 반박하는 정보와 해석을 회피한다.

## 연구
숀 칼슨에 의해 《네이저지(Nature)》를 통해 점성술의 주장에 대한 가장 대규모이며 가장 인정된 연구가 게재되었다. 그 실험에는 융의 체계에 강하게 영향받은 사람들을 포함하여 28명의 전업 점성가들이 참여하였다. 칼슨은 점성가들이 캘리포니아 심리검사(CPI)의 맹검법을 사용하여 수집된 인물 단평과 천궁도를 우연보다 더 잘 일치시키지 못한다고 결론지었다.

## 같이 보기
- 점성술의 기호
- 점성술과 연금술
- 점성술과 천문학
- 점성술과 컴퓨터
- 점성술의 행성
- 출생 계절